# تحالف أنيالا

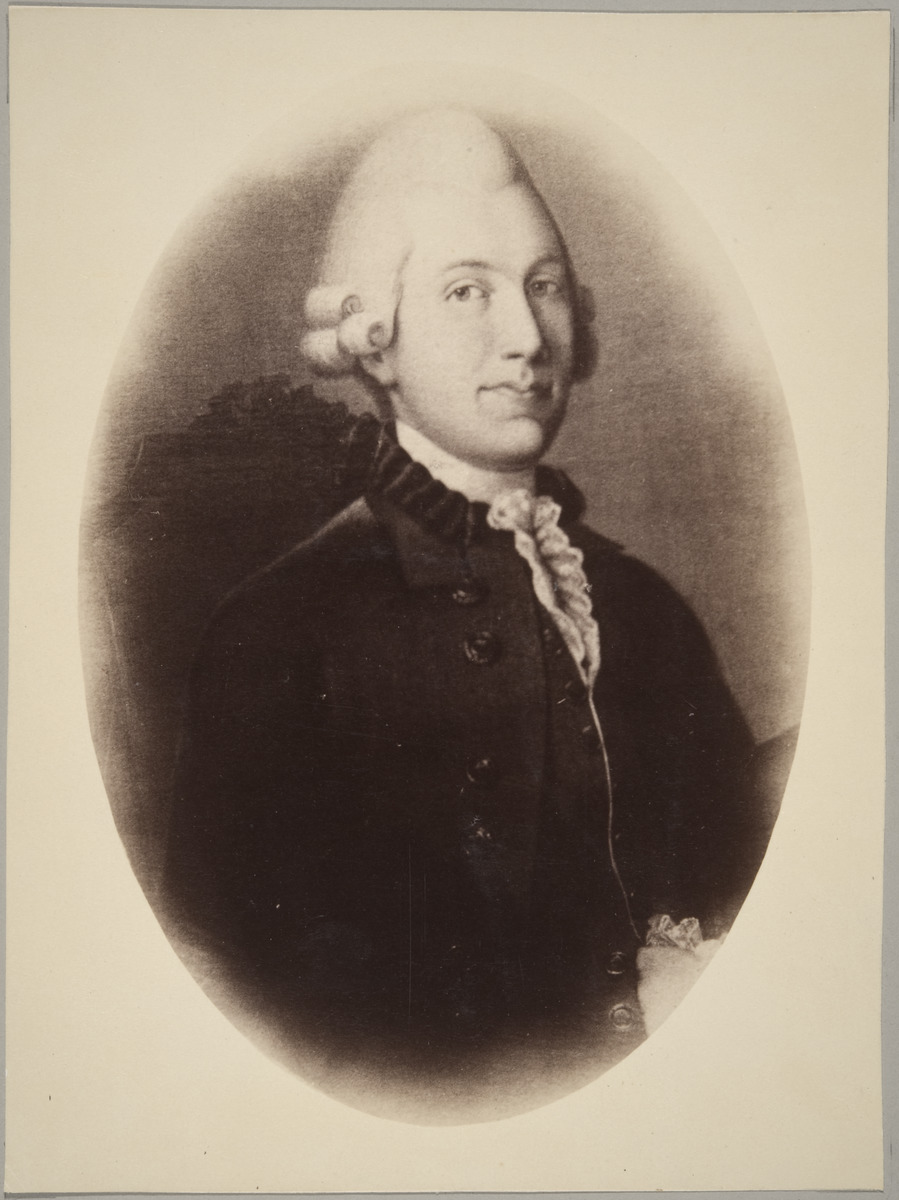

تحالف أنيالا (بالسويدية Anjalaförbundet ؛ بالفنلندية Anjalan liitto) حركة نشأها سنة 1788 ضباط سويديون ساخطون لإنهاء حرب غوستاف الثالث مع روسيا (1788-1790). وكان إعلان فنلندا دولة مستقلةً جزءاً من المخطط، رغم الاختلاف بشأن مدى أهمية المتحالفين الساعين لذلك.

## الغضب المتزايد ضد الملك وحربه
كونها حرباً سيئة الإعداد وفي غياب النجاح الأولي المتوقع، تصاعد الغضب على الملك في صفوف الضباط المنتشرين في فنلندا، حيث ماتزال حية ذكرى الاحتلالين الروسيين القاسيين بين عامي 1713-1721 («الغضب الأكبر») وبين عامي 1741-1743 («الغضب الأصغر»). كان واضحاً أن السويد هي من بدأت الحرب، وفي ضوء وجهة رأي قوي لا سيما بين الضباط النبلاء، كانت انتهاكاً واضحاً لقانون أداة الحكم السلطوية، الذي فرضه الملك بدعم من الطبقات المشتركة في البرلمان سنة 1772.
ولم يكن سرا أن ولدت الحرب إلى زيادة شعبية الملك والنفوذ، ويقلل ذلك له، في الغالب النبيلة، والمعارضين. ومما زاد من غضب أيضا من قبل أعضاء مجلس الوزراء الذين شعروا خدع لدعم خطط الحرب من قبل الملك نقلا عن انتقائية من التقارير الدبلوماسية من سانت بطرسبرغ. أشعل محاولات فاشلة لمحاصرة واستعادة هامينا وسافونلينا ، وكلاهما كان تحت رحمة روسيا منذ 1743 ، في نهاية المطاف المعارضة الشديدة بين الضباط، وقيل أنه حتى الملك تمنى للسلام.

## تجاوز اقتراح السلام للملك
التقى قادة مؤامرة أنيالا في ليكالا لفتح اتصالات سرية مع الإمبراطورة كاترين العظيمة. سلم الرائد يوهان أندرس جاجرهورن مذكرة ليكالا المؤرخة في 8 أغسطس 1788 إلى الإمبراطورة. وقع العديد من الضباط على مذكرة الرسالة وكان من ضمنهم أرمفلت القائد العام لقوات سافو وأقرب المقربين من الملك. أعلن الضباط عدم شرعية الحرب وطلبوا استعادة الحدود الفنلندية وفقًا لمعاهدة نيستاد لعام 1721، وإجراء محادثات السلام مع ممثلي الأمة الفنلندية كممثلين عن النصفين الشرقي والشمالي من السويد التي احتلتها روسيا مرتين بقسوة خلال القرن الثامن عشر، وكان معظم سكانها من الفنلنديين الأصليين.
كانت استجابة الإمبراطورة مخيبة للآمال. ومع ذلك، فقد قرر المتآمرون الكذب على زملائهم الضباط بعد عودة جاجرهورن، ونشروا الشائعات حول ميل كاثرين لقبول المذكرة.
عندما علم جوستاف الثالث بالمذكرة، طلب من ضباطه التعهد بالقتال حتى آخر رجل. ولكن بدلاً من ذلك، وقع 113 منهم على دعمهم لأنيالا، إذ قبلوا المسؤولية عن المذكرة وانتقدوا الهجوم على روسيا. وأعلنوا أنهم سيواصلون دفاعهم عن الوطن في حالة رفض كاترين عرض السلام. كما كان هناك طلب آخر مهم وهو أنه يجب استدعاء البرلمان في الأوضاع الحرجة. اكتسب الإعلان احترامًا متزايدًا داخل الجيش والبحرية.

## النتائج
ومع ذلك، انخفض الدعم عندما أصبح من الواضح أن الحكومة الروسية تهدف إلى استخدام هذا الإعلان لتقسيم السويد بشكل ملائم. كان هذا من وجهة نظر الحكومة السويدية خيانة عظمى وضعت سلامة الدولة في خطر شديد.
أدرك غوستاف الثالث أن خصومه الأكثر عنفًا أصبحوا قادة لتحالف أنيالا، وخاف على حياته إذا بقي في فنلندا. ومع وجود مسرح جديد للحرب ضد الدنمارك في الجنوب، كان لدى الملك عذر جيد للمغادرة إلى محيط أقل خطورة. ولكنه سرعان ما وجد الرأي العام إلى جانبه، وقُبض على المتآمرين البارزين خلال الشتاء. انتهى الأمر بلجوء اثنين من المتآمرين إلى روسيا، وحُكم على تسعة بالإعدام، أعدم منهم واحد فقط وهو يوهان هنريك هاستيسكو، بينما رُحل البقية أو وضعوا في السجن.
ترددت فكرة الأمة الفنلندية المنفصلة في وقت لاحق من قبل ألكسندر الأول في برلمان بورفو، عندما شكل دوقية فنلندا المستقلة من الجزء الشرقي من السويد كجزء من الإمبراطورية الروسية.

## الآثار طويلة المدى
يمكن القول، أن الملك جوستاف قد استخدم مؤامرة أنيالا لكسب الدعم لمراجعة الدستور السويدي من أجل تعزيز موقفه وإضعاف تأثير خصومه. ولكن يمكن القول أيضًا أن هذا ما كان يهدف إليه في الحرب نفسها. وأنه حتى بعد الهجوم الفاشل على روسيا، كان من الممكن بالفعل أن يكون قادرًا تمامًا على تحقيق ذلك، حتى بدون شحن الرأي العام عن طريق مؤامرة أنيالا. من الممكن الوصول إلى الاستنتاج أن المؤامرة ربما تكون أكثر أهمية كمؤشر على الوضع في السويد في أواخر القرن الثامن عشر، بدلاً من كونها عاملاً فعليًا مؤثرًا في التاريخ.
أصبح الضباط العسكريون الذين دعموا الأحداث بأفضل النوايا لبلدهم أكثر اغترابًا بسبب إدانات الحكومة وإدانة الرأي العام السائد. ومن ثم يمكن القول إن الانقسام بين قيادة الدولة والنبلاء البارزين (الموظفون المدنيون والضباط) ولا سيما في فنلندا، قد تفاقم بسبب رد الفعل على قضية أنيالا، خاصة إذا كان رد فعل الحكومة في هذا السبب بالضبط هو التساهل العمدي. أدى هذا إلى زيادة رغبة كبار السويديين في فنلندا في تغيير ولائهم من ستوكهولم إلى سانت بطرسبرغ، وساهموا بالتالي في الانقسام اللاحق للسويد في 1808/1809.
‌